# Sergeant-majoorvis
De sergeant-majoorvis (Abudefduf saxatilis) is een  straalvinnige vissensoort uit de familie van rifbaarzen of koraaljuffertjes (Pomacentridae). De wetenschappelijke naam van de soort is gepubliceerd in 1758 door Linnaeus in de tiende editie van Systema naturae.

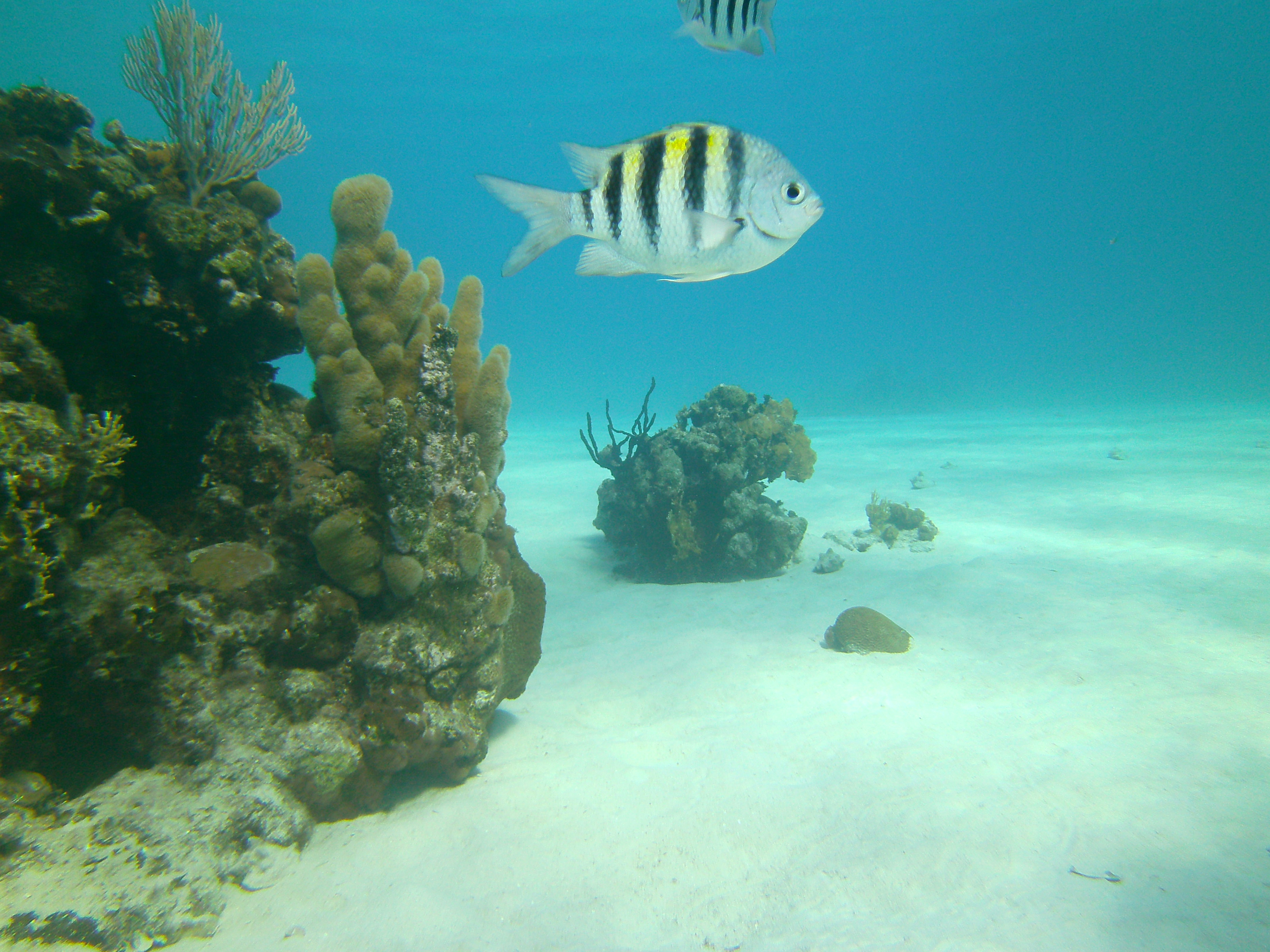
Sergeant-majoorvis vlak bij Playa Girón in de Varkensbaai (Cuba)

## Verspreidingsgebied
De sergeant-majoorvis is een algemeen voorkomende zoutwatervis die voorkomt in de Atlantische Oceaan, van Canada tot Uruguay in het westen en bij de Kaapverdische eilanden tot Angola in het oosten en in de Caribische Zee, onder andere de Varkensbaai op Cuba.